# Parafia Matki Bożej Częstochowskiej w Ksawerowie
Parafia pw. Matki Bożej Częstochowskiej w Ksawerowie – parafia rzymskokatolicka znajdująca się w archidiecezji łódzkiej w dekanacie pabianickim. Parafię prowadzą księża diecezjalni. 

## Historia
15 lipca 1933 r. bp Wincenty Tymieniecki erygował parafię w Ksawerowie. Jej pierwszym proboszczem ustanowił ks. Michała Krysiaka. 
Obecny kościół parafialny został wybudowany w stylu nowoczesnym, a autorem projektu był architekt Juliusz Seweryn. Świątynię poświęcono 9 listopada 1975 r., a jej konsekracji 5 listopada 1978 r. dokonał bp Józef Rozwadowski. Obok kościoła znajduje się pomnik św. Jana Pawła II wybudowany w 2006.

## Proboszczowie
Źródło:
- ks. Michał Krysiak (1933–1939)
- ks. Jan Kapistran Holte (1939–1940)
- ks. Jan Świtajski (1940–1941)
- ks. Jan Gawroński (1946–1947)
- ks. Stanisław Pierzchała (1947–1959)
- ks. Józef Grabski (1959–1967)
- ks. Bolesław Grześkowiak (1967–1971)
- ks. Jan Cieszkowski (1971–1978)
- ks. Leopold Beniuszko (1978–1997)
- ks. Stanisław Bracha (1997–2023)
- ks. Andrzej Ścieszko (od 2023)